# 앙리 반 데 벨데
앙리 반 데 벨데(Henry van de Velde, 1863년 4월 3일 ~ 1957년 10월 15일)는 19세기 말부터 20세기 초까지 활약한 벨기에의 건축가이며, 아르누보에서 모던 디자인으로의 전개를 촉구한 인물이다.

## 생애

### 1863-1889
앙리 반 데 벨데는 1863년에 벨기에 안트베르펜에서 태어났으며 1880년 안트베르펜 왕립 미술 아카데미(Royal Academy of Fine Arts, Antwerp)에 입학해 찰스 베를라트 밑에서 미술 교육을 받았다. 이후 파리로 이주하여 동료 화가 카를로스 듀란과 함께 미술 공부하며 인상주의와 신인상주의 작품에서 많은 영향을 받았는데 특히 폴 시냐크와 조르주 쇠라의 점묘주의 작품에서 큰 영감을 얻었다. 1889년에 그는 브뤼셀에 본부를 둔 예술가 그룹 “Les XX”의 회원이 되었으며, 매년 열리는 Les XX 전시회에서 빈센트 반 고흐의 작품들을 보고 네덜란드 화가의 영향을 받은 최초의 예술가 중 한 명이 되었다. 또 이 시기에 화가 테오 반 뤼셀베르그, 조각가 콘스탄틴 뫼니에와 지속적인 우정을 쌓았다.

### 1890-1898
1890년 반 데 벨데는 “미래 사회에서 모든 사람에게 쓸모없는 것은 없을 것이다”는 주장을 글로 작성하며 자신의 예술관을 밝혔다. 1892년에는 회화 작업이 아닌 장식과 인테리어 디자인(금속 세공, 도자기와 식기, 패션 디자인, 카펫과 직물 디자인)에 몰두했다. 아내 마리아 세데(Maria Sèthe)와의 만남은 이 변화에 중요한 역할을 했는데 두 사람은 벽지와 여성복 디자인을 포함한 많은 프로젝트에 함께 했다. 그들의 첫 번째 집인 우클에 위치한 블루멘워프 별장은 반 데 벨데가 한 첫 번째 건축 작업이었는데 윌리엄 모리스의 레드 하우스와 흡사한 외관으로 반 데 벨데가 영국 미술공예운동에서 받은 영향을 보여준다. 꽃의 작업장을 의미하는 블루멘워프 별장은 반 데 벨데의 디자인 이론을 입증하는 모델로 창호, 가구, 카펫, 커튼에서부터 식기류에 이르는 집안 모든 것을 일관된 스타일로 디자인되어 아르 누보 특유의 총체 예술적 특징을 보여줬다. 1895년에는 지그프리드 빙의 요청으로 파리 프로방스가에 있는 아르 누보 예술을 소개하는 화랑 '라 메종 다르누보(La Maison d`art nouveau)'의 실내 설계와 장식을 담당했다.

### 1899-1925
명성을 얻은 반 데 벨데는 1899년에 독일 바이마르에 정착하여 작센 바이마르 아이제나흐의 대공 윌리엄 어니스트의 예술 고문으로 고용되었다. 1907년에 대공의 후원으로 그랜드 듀칼 예술 공예학교를 설립하였으며 1911년에 학교 건물 설계를 담당하였고 초대 교장으로 임명되었다. 또한 산업계와 예술가 사이의 긴밀한 관계를 구축하여 독일 디자인을 개선하고 홍보하기 위한 협회인 독일 공작연맹에 참가하여 주요 회원으로 활약하였다. 1914년에 개최된 제1회 독일 공작연맹 쾰른 전에서는 제품의 규격화 및 표준화를 바탕으로 한 고품질, 대량생산을 추진하는 무테지우스의 세력에 반대하여 작가의 예술성과 개성을 주장하며 논쟁을 펼쳤으나 결국 반 데 벨데 세력은 독일공작연맹을 떠나게 되었다. 그는 제1차 세계대전으로 인해 공예학교 교장직을 독일의 건축가 발터 그로피우스에게 위임하였다. 이 공예학교는 유명한 모더니즘 미술 학교인 바우하우스의 기원이 되었다.

### 1926-1957
제1차 세계대전을 계기로 벨기에로 돌아온 반 데 벨데는 이후에 스위스와 네덜란드에 거주하였다. 이곳에서 네덜란드 오터로에 있는 크롤러 뮐러 미술관을 설계했고 1925년에는 벨기에 헨트 대학교(Ghent University) 고고미술사학 연구소의 교수로 임명되어 1926년부터 1936년까지 건축과 응용 미술을 강의하였다. 1926년에 브뤼셀에서 오늘날 라 깜브르라는 이름으로 건축 및 시각 예술 학교로 유명한 "Institut supérieur des Arts decoratifs"를 설립하는 데에도 중요한 역할을 했다.

## 작업세계

### 아르누보
1892년부터 붓을 놓고 응용미술에 전념하게 된 판더벨더의 디자인 작업은 건축 뿐만 아니라 실내와 가구디자인 영역에도 걸쳐 있다. 반 데 벨데의 블루멘워프 별장 내 의자 디자인에서 휘어져 내려가는 곡선의 움직임은 아르누보의 요소지만, 그 곡선에 흘러넘치는 강력한 활기는 화려하고 우아한 빅토르 오르타의 곡선과는 분명 다르다. 빅토르 오르타의 디자인에서는 언제나 식물이나 동물의 몸 같은 자연이 느껴지지만, 반 데 벨데의 디자인은 더욱 추상적이고 디자인의 대상이나 그 디자인이 부착될 대상의 기능을 드러내려한다. 후에 그는 자신의 양식을 ‘다이나모그래픽’이라 불렀으며, 그 의도를 ‘구조화’라고 정의했다.

### 벨기에 우클에 있는 반 데 벨데의 첫 번째 개인 주택 "Bloemenwerf"
꽃의 작업장을 의미하는 블루멘워프 별장은 반 데 벨데의 디자인 이론을 입증하는 모델로 창호, 가구, 카펫, 커튼에서부터 식기류에 이르기까지 모든 것을 전통적인 형태의 모방에서 탈피하여 합목적성이 있는 종합적인 디자인으로 완성하고 있다. 반 데 벨데는 그 집을 수수하고 튼튼한 가구와 간결한 자연주의적인 벽지로 디자인하였다. 벽지 디자인에서 의도한 것은 자신이 이야기했듯이 전체에 통일감을 주기위한 것으로 보인다. 자주색, 청색, 녹색 등의 세 가지 색은 회반죽을 바른 벽, 회색과 진녹색의 방공 벽, 불그스레한 지붕 타일에 반복되었다. 반 데 벨데는 1882년 오르타가 타셀 주택을 디자인하였을 당시만 해도 장식디자인 분야를 시작하지 않았으나 블루멘워프 별장에서는 보다 전통적인 방법으로, 또한 가구디자인에서는 보이지(Voysey)의 영향을 받아 간결하고 우아한 디자인을 선보이고 있다. 그의 가구는 곡선의 흐름으로 보아서는 아르누보적이지만 오르타의 곡선과 다른 긴장된 힘의 표현을 보이고 있다. 집의 외관은 예술 공예 운동의 창시자인 작가이자 이론가 윌리엄 모리스의 거주지인 레드 하우스에서 영감을 받았다.

### 독일공작연맹 전시회의 극장 "Werkbund-Theater"
1914년 쾰른 전시를 위해 지어진 베르크분트 극장은 앙리 반 데 벨데 주도하에 완공되었다. 반 데 벨데는 이 극장에서 산업적 효용성과 단순성, 그리고 선의 미학을 보여준다. 철근 콘크리트로 제작하는 합리성을 확보하는 동시에 극장에서 일하는 사람들에게 필요한 보안 영역과 무대, 관객이 머무는 로비와 복도 등을 목적에 맞게 설계하였다. 무대는 기둥을 기준으로 3개로 나눠졌으나 이는 레일로 이동할 수 있는 가변적인 구조였다. 객석은 평평한 직사각형 위에 의자를 놓고 계단식으로 구성하였으며, 천장과 벽면의 직선은 무거운 지붕의 윤곽을 강조하였다. 반 데 벨데는 무대에서 연극인을 비롯한 예술가들이 오롯이 작품을 표현하고 선보일 수 있는 유연하고도 총체적인 연극 공간을 만들고자 했다.

## 주요작품
- 1895–96: "Bloemenwerf", 벨기에 우클에 있는 반 데 벨데의 첫 번째 개인 주택

- 1895: 프랑스 파리의 지그프리드 빙의 갤러리 "Maison de l'art nouveau" 내부 장식

- 1898: 벨기에 브뤼셀에 있는 "Frédéric de Merode 기념비"

- 1900–02: 독일 하겐에 있는 "Folkwang Museum" 내부 장식

- 1902–03: 독일 캠니츠에 있는 "Villa Esche"

- 1903: 독일 바이마르에 있는 "Nietzsche Archive" 증축 및 내부 장식

- 1906–07: 켐니츠에 있는 "Chemnitzer Lawn-Tennis-Club" 클럽하우스

- 1907–08: 독일 하겐에 있는 "Hohenhof" 저택

- 1907–08: 독일 바이마르에 있는 판더벨더의 개인 거주지 "Haus Hohe Pappeln"

- 1909–11: 독일 예나에 있는 "Ernst-Abbe-Denkmal" (조각가 막스 클링거 및 콘스탄틴 뫼니에와 공동 작업)

- 1912–13: 독일 바이마르에 있는 그라프 뒤르크하임 "Graf Dürckheim 궁전"

- 1913–14: 독일 쾰른에서 열린 독일공작연맹 전시회의 극장 "Werkbund-Theater"

- 1913–14: 독일 제라에 있는 "Villa Schulenburg"

- 1913–14: 독일 켐니츠에 있는 테오도어 코너의 제조 공장

- 1927–28: 벨기에 테르부렌에 있는 판더벨더의 개인 거주지 "La Nouveau Maison"

- 1929: 벨기에 이셀(브뤼셀)의 "Wolfers House"

- 1929–31: 독일 하노버에 있는 양로워 "Minna und James Heinemann-Stiftung"

- 1933–35: Polyclinic and "Villa Landing" for Dr. Adriaan Martens in "Astene" near Ghent, Belgium

- 1933–38: 벨기에 헨트에 있는 헨트 대학 도서관 "Boekentoren"

- 1936–42: 벨기에 루벤에 있는 학교 건물 "Technische School"

- 1937: 1937년 파리 박람회의 벨기에관

- 1937: 블랑켄베르허에 있는 기차역 "Station Blankenberge"

- 1939: 1939년 뉴욕 세계 박람회 벨기에 빌딩

## 인용구
"우리 영혼을 풍요롭게 하고 일어나 행동하게 하며 장식과 장식미술의 형태를 완전하게 개선한 계기는 분명 존 러스킨과 윌리엄 모리스의 작품과 영향력에 있다"
"이제 기계가 미의 인도를 받으면, 곧 무쇠 팔의 거친 놀림으로부터 아름다움이 창조되리라."
"돌로 궁전을 만드는 예술가가 철로 같은 것을 만드는 예술가보다 우월해야 할 이유가 대체 무엇인가?"